# Sara Madera
Sara Madera (Livorno, 28 giugno 2000) è una cestista italiana.

## Carriera
Dopo avere iniziato con U.S. Livorno, passa nella società femminile B.F. Livorno nelle cui squadre milita fino all'U.17 nella stagione 2014-15, per poi trasferirsi alla Reyer Venezia dove conclude il percorso giovanile nel 2018-19 con quattro scudetti e una Coppa Italiana Under-20 conquistati in maglia orogranata.
Nella stagione 2019-20 va in prestito al Basket Le Mura Lucca e l'anno successivo a Pallacanestro Femminile Broni, sempre in prestito. Nelle due stagioni seguenti gioca con la Reyer Venezia. Nel 2023-24 ha firmato con il Lointek Gernika Bizkaia, la stagione seguente ritorna in Italia tra le file della Magnolia Basket Campobasso.

## Statistiche

### Presenze e punti nei club
| Stagione        | Squadra                        | Campion.  | Partite | Partite | Statistiche tiro | Statistiche tiro | Statistiche tiro | Altre statistiche | Altre statistiche | Altre statistiche | Altre statistiche | Altre statistiche |             |
| Stagione        | Squadra                        | Campion.  | Pres.   | Minuti  | Tiri da 2        | Tiri da 3        | Liberi           | Rimb.             | Assist            | Rubate            | Stopp.            | Punti             | Valutazione |
| --------------- | ------------------------------ | --------- | ------- | ------- | ---------------- | ---------------- | ---------------- | ----------------- | ----------------- | ----------------- | ----------------- | ----------------- | ----------- |
| 2015-16         | Sistema Rosa Pordenone         | Serie A2  | 27      | 729     | 119/236          | 12/21            | 82/104           | 212               | 18                | 52                | 10                | 356               | 537         |
| 2016-17         | Sistema Rosa Pordenone         | Serie A2  | 8       | 214     | 26/59            | 0/11             | 10/16            | 44                | 4                 | 13                | 1                 | 62                | 71          |
| 2016-17         | Reyer Venezia Mestre           | Serie A1  | 3       | 21      | 1/7              | 0/0              | 3/3              | 1                 | 0                 | 2                 | 0                 | 5                 | 3           |
| 2017-18         | G&G International Pordenone    | Serie A2  | 17      | 529     | 63/160           | 9/47             | 52/69            | 173               | 15                | 24                | 7                 | 205               | 262         |
| 2017-18         | Reyer Venezia Mestre           | Serie A1  | 3       | 27      | 1/3              | 2/4              | 4/4              | 5                 | 3                 | 0                 | 0                 | 12                | 14          |
| 2018-19         | Reyer Venezia Mestre           | Serie A1  | 16      | 158     | 14/31            | 3/13             | 13/17            | 27                | 13                | 2                 | 2                 | 50                | 55          |
| 2019-20         | Basket Femminile Le Mura Lucca | Serie A1  | 19      | 396     | 28/73            | 8/25             | 26/29            | 69                | 28                | 11                | 4                 | 106               | 122         |
| 2020-21         | BF Broni '93                   | Serie A1  | 31      | 1008    | 107/228          | 39/115           | 101/112          | 251               | 57                | 28                | 6                 | 432               | 554         |
| 2021-22         | Reyer Venezia Mestre           | Serie A1  | 24      | 475     | 29/65            | 28/73            | 18/23            | 116               | 32                | 11                | 1                 | 160               | 206         |
| 2022-23         | Reyer Venezia Mestre           | Serie A1  | 30      | 562     | 44/88            | 22/81            | 25/30            | 107               | 26                | 24                | 2                 | 178               | 195         |
| 2023-24         | Gernika Bizkaia                | LF Endesa | 31      | 564     | 47/96            | 22/72            | 18/28            | 122               | 20                | 17                | 1                 | 178               | 222         |
| 2024-25         | Magnolia Campobasso            | LBF A1    | 26      | 690     | 67/125           | 22/74            | 44/53            | 123               | 53                | 25                | 2                 | 244               | 310         |
| Totale carriera |                                |           |         |         |                  |                  |                  |                   |                   |                   |                   |                   |             |

### Cronologia presenze e punti in Nazionale
| Cronologia completa delle presenze e dei punti in Nazionale - Italia | Cronologia completa delle presenze e dei punti in Nazionale - Italia | Cronologia completa delle presenze e dei punti in Nazionale - Italia | Cronologia completa delle presenze e dei punti in Nazionale - Italia | Cronologia completa delle presenze e dei punti in Nazionale - Italia | Cronologia completa delle presenze e dei punti in Nazionale - Italia | Cronologia completa delle presenze e dei punti in Nazionale - Italia | Cronologia completa delle presenze e dei punti in Nazionale - Italia |
| Data                                                                 | Città                                                                | In casa                                                              | Risultato                                                            | Ospiti                                                               | Competizione                                                         | Punti                                                                | Note                                                                 |
| -------------------------------------------------------------------- | -------------------------------------------------------------------- | -------------------------------------------------------------------- | -------------------------------------------------------------------- | -------------------------------------------------------------------- | -------------------------------------------------------------------- | -------------------------------------------------------------------- | -------------------------------------------------------------------- |
| 14-11-2019                                                           | Cagliari                                                             | Italia                                                               | 52 - 62                                                              | Rep. Ceca                                                            | Qual. Euro 2021 - Girone D                                           | 0                                                                    | [ 1 ]                                                                |
| 13-11-2020                                                           | Riga                                                                 | Romania                                                              | 68 - 90                                                              | Italia                                                               | Qual. Euro 2021 - Girone D                                           | 0                                                                    | [ 2 ]                                                                |
| 15-11-2020                                                           | Riga                                                                 | Rep. Ceca                                                            | 63 - 69                                                              | Italia                                                               | Qual. Euro 2021 - Girone D                                           | -                                                                    | [ 3 ]                                                                |
| 4-2-2021                                                             | Istanbul                                                             | Italia                                                               | 101 - 55                                                             | Danimarca                                                            | Qual. Euro 2021 - Girone D                                           | 4                                                                    | [ 4 ]                                                                |
| 6-2-2021                                                             | Istanbul                                                             | Italia                                                               | 81 - 66                                                              | Romania                                                              | Qual. Euro 2021 - Girone D                                           | -                                                                    | [ 5 ]                                                                |
| 11-11-2021                                                           | Piešťany                                                             | Slovacchia                                                           | 66 - 69                                                              | Italia                                                               | Qual. Euro 2023 - Girone H                                           | 1                                                                    | [ 6 ]                                                                |
| 14-11-2021                                                           | Faenza                                                               | Italia                                                               | 82 - 48                                                              | Lussemburgo                                                          | Qual. Euro 2023 - Girone H                                           | 16                                                                   | [ 7 ]                                                                |
| 1-6-2022                                                             | Melilla                                                              | Spagna                                                               | 60 - 49                                                              | Italia                                                               | Torneo amichevole                                                    | 6                                                                    | [ 8 ]                                                                |
| 2-6-2022                                                             | Melilla                                                              | Belgio                                                               | 60 - 77                                                              | Italia                                                               | Torneo amichevole                                                    | 8                                                                    | [ 9 ]                                                                |
| 17-6-2022                                                            | Cividale del Friuli                                                  | Italia                                                               | 83 - 70                                                              | Slovenia                                                             | Torneo amichevole                                                    | 3                                                                    | [ 10 ]                                                               |
| 19-6-2022                                                            | Cividale del Friuli                                                  | Italia                                                               | 46 - 54                                                              | Spagna                                                               | Torneo amichevole                                                    | 3                                                                    | [ 11 ]                                                               |
| 27-11-2022                                                           | Napoli                                                               | Italia                                                               | 81 - 60                                                              | Slovacchia                                                           | Qual. Euro 2023 - Girone H                                           | 5                                                                    | [ 12 ]                                                               |
| 24-5-2023                                                            | Vigo                                                                 | Cina                                                                 | 63 - 62                                                              | Italia                                                               | Torneo amichevole                                                    | 0                                                                    | [ 13 ]                                                               |
| 25-5-2023                                                            | Vigo                                                                 | Italia                                                               | 44 - 55                                                              | Spagna                                                               | Torneo amichevole                                                    | 10                                                                   | [ 14 ]                                                               |
| 9-11-2023                                                            | Vigevano                                                             | Italia                                                               | 76 - 67                                                              | Grecia                                                               | Qual. Euro 2025 - Girone I                                           | 0                                                                    | [ 15 ]                                                               |
| 12-11-2023                                                           | Amburgo                                                              | Germania                                                             | 53 - 70                                                              | Italia                                                               | Qual. Euro 2025 - Girone I                                           | 13                                                                   | [ 16 ]                                                               |
| 7-11-2024                                                            | Genova                                                               | Italia                                                               | 68 - 47                                                              | Rep. Ceca                                                            | Qual. Euro 2025 - Girone I                                           | 3                                                                    | [ 17 ]                                                               |
| 10-11-2024                                                           | Chalkida                                                             | Grecia                                                               | 56 - 45                                                              | Italia                                                               | Qual. Euro 2025 - Girone I                                           | 4                                                                    | [ 18 ]                                                               |
| 6-2-2025                                                             | Faenza                                                               | Italia                                                               | 79 - 60                                                              | Germania                                                             | Qual. Euro 2025 - Girone I                                           | 6                                                                    | [ 19 ]                                                               |
| 9-2-2025                                                             | Brno                                                                 | Rep. Ceca                                                            | 74 - 69                                                              | Italia                                                               | Qual. Euro 2025 - Girone I                                           | 3                                                                    | [ 20 ]                                                               |
| 23-5-2025                                                            | Mons                                                                 | Belgio                                                               | 83 - 70                                                              | Italia                                                               | Amichevole                                                           | 3                                                                    | [ 21 ]                                                               |
| 25-5-2025                                                            | Kortrijk                                                             | Belgio                                                               | 64 - 61                                                              | Italia                                                               | Amichevole                                                           | 4                                                                    | [ 22 ]                                                               |
| 31-5-2025                                                            | Inca                                                                 | Grecia                                                               | 52 - 65                                                              | Italia                                                               | Torneo amichevole                                                    | 7                                                                    | [ 23 ]                                                               |
| 1-6-2025                                                             | Inca                                                                 | Spagna                                                               | 57 - 42                                                              | Italia                                                               | Torneo amichevole                                                    | 2                                                                    | [ 24 ]                                                               |
| 10-6-2025                                                            | Brno                                                                 | Rep. Ceca                                                            | 48 - 74                                                              | Italia                                                               | Amichevole                                                           | 6                                                                    | [ 25 ]                                                               |
| 11-6-2025                                                            | Brno                                                                 | Rep. Ceca                                                            | 67 - 68                                                              | Italia                                                               | Amichevole                                                           | 4                                                                    | [ 26 ]                                                               |
| 13-6-2025                                                            | Castenaso                                                            | Italia                                                               | 79 - 41                                                              | Montenegro                                                           | Amichevole                                                           | 5                                                                    | [ 27 ]                                                               |
| 18-6-2025                                                            | Bologna                                                              | Serbia                                                               | 61 - 70                                                              | Italia                                                               | EuroBasket 2025 - Girone B                                           | 6                                                                    | [ 28 ]                                                               |
| 19-6-2025                                                            | Bologna                                                              | Italia                                                               | 77 - 66                                                              | Slovenia                                                             | EuroBasket 2025 - Girone B                                           | 2                                                                    | [ 29 ]                                                               |
| 21-6-2025                                                            | Bologna                                                              | Italia                                                               | 65 - 51                                                              | Lettonia                                                             | EuroBasket 2025 - Girone B                                           | 2                                                                    | [ 30 ]                                                               |
| 24-6-2025                                                            | Atene                                                                | Italia                                                               | 76 - 74 dts                                                          | Turchia                                                              | EuroBasket 2025 - Quarti di finale                                   | 0                                                                    | [ 31 ]                                                               |
| 27-6-2025                                                            | Atene                                                                | Italia                                                               | 64 - 66                                                              | Belgio                                                               | EuroBasket 2025 - Semifinale                                         | 0                                                                    | [ 32 ]                                                               |
| 29-6-2025                                                            | Atene                                                                | Francia                                                              | 54 - 69                                                              | Italia                                                               | EuroBasket 2025 - Finale 3º posto                                    | 5                                                                    | 3º posto                                                             |
| Totale                                                               |                                                                      | Presenze                                                             | 33                                                                   |                                                                      | Punti                                                                | 131                                                                  |                                                                      |

## Palmarès

### Competizioni Giovanili

Scudetti
Under-18: 3
2016 Reyer Venezia
2017 Reyer Venezia
2019 Reyer Venezia
Under-20: 1
2018 Reyer Venezia
Coppa Italiana 
Under-20: 1
2019 Reyer Venezia
Competizioni Senior
Scudetto 3X3 2021

### Competizioni internazionali Senior
Argento EuroCup 2018 Reyer Venezia
Qualificazione Olimpiadi 3X3 2021 
Argento EuroCup 2022 Reyer Venezia 

### Nazionale
- Campionato Europeo Giovanile Femminili U.16

Portogallo 2015:  Bronzo 
- Campionato del Mondo Giovanile U.17

Spagna 2016: Argento  (Miglior Quintetto)
- Campionato Europeo Giovanile U.16

Udine 2016: Quarto posto (Miglior Quintetto)
- Campionato Europeo Giovanile U.20

Repubblica Ceca 2019: Oro  (Miglior Quintetto e MVP)
- Qualificazione Europei Valencia 2021

- 3X3 Olimpiadi Tokyo 2020

Prima qualificazione Olimpica Italia 3X3
- Qualificazioni Europei 2023
- Nazionale U.23 3X3 XIX Giochi del Meditterraneo Archiviato il 4 luglio 2022 in Internet Archive.

Orano 2022: Bronzo 